# B9 (航空機)
アカフリーク・ベルリン B9
アカフリーク・ベルリン B9（模型）
- 用途：実験機
- 製造者：アカフリーク・ベルリン
- 初飛行：1943年
- 生産数：1機
- 運用状況：試作のみ

アカフリーク・ベルリン B9（Akaflieg Berlin B9）は、1940年代にアカフリーク・ベルリンと（Flugtechnische Fachgruppe）で開発された双発の実験機である。本機はパイロットが伏臥位になって搭乗した場合の利点を計るために設計されていた。1943年に初飛行を行ったが後に計画は放棄された。

## 要目
諸元
- 乗員: 1
- 全長: 6.06 m （19 ft 11 in）
- 全高: 2.32 m （7 ft 7 in）
- 翼幅: 9.4 m（30 ft 10 in）
- 翼面積: 11.9 m2 （128 ft2）
- 空虚重量: 940 kg （2,072 lb）
- 運用時重量: 1,115 kg （2,458 lb）
- 動力: ヒルト HM 500 空冷 倒立直列4気筒、77 kW （103 hp）   × 2

性能
- 最大速度: 255 km/h （135 kn） 155 mph
- 実用上昇限度: 4,000 m （13,123 ft）